# Pâte de verre
Pour les articles homonymes, voir Pâte.
Depuis Pline l'Ancien, une légende prête aux Anciens la recette d'un verre malléable à froid. La pâte de verre est l'une des plus anciennes techniques de verre, récemment redécouverte à la fin du XIXe siècle à travers le mouvement Art Nouveau et l'École de Nancy.

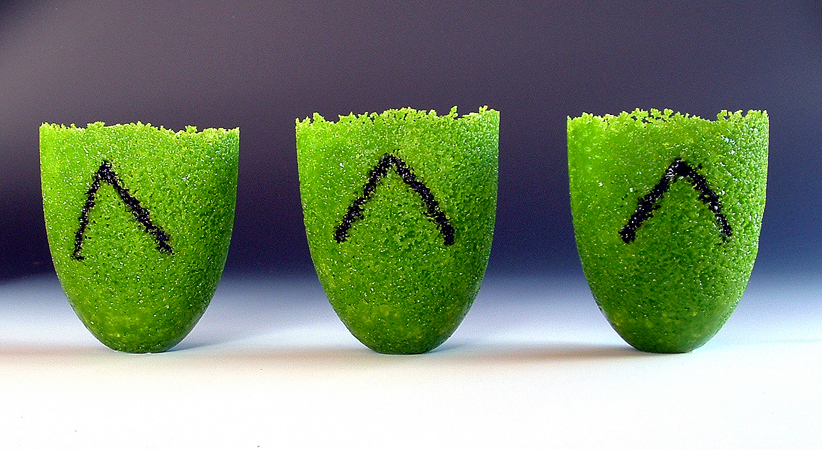
Trois vases en pâte de verre de l'artiste néo-zélandaise Sue Hawker (2008).

Les recherches d'Henry Cros (frère de Charles) le menèrent, le premier, à mettre au point une pâte de verre moulée à froid qui sera vitrifiée ensuite par cuisson. Indépendamment de lui, François Décorchemont et Georges Despret firent la même découverte peu après. Amalric Walter, Gabriel Argy-Rousseau s'y sont illustrés ensuite. Depuis 1968, la cristallerie Daum, avec son atelier de création et le concours de nombreux artistes, a remis à l'honneur la pâte de verre qui était tombée dans l'oubli après la première guerre mondiale. Elle y ajoute du plomb, donnant alors naissance à la pâte de cristal.
La pâte de verre possède un grain particulier, une texture unique, elle laisse apparaître un objet à l'aspect plus ou moins céramique.
Le moule de la pièce à réaliser est fabriqué en un matériau réfractaire (à base de kaolin par exemple) selon diverses techniques dont le procédé de la cire perdue. Après cuisson, selon des paliers de chauffe destinés à éviter les fissures, le moule est refroidi et garni de poudres ou de granules de verres diversement colorés appelés Groisil, selon le décor recherché. Une nouvelle cuisson a lieu et, après refroidissement, le moule est détruit délicatement par un moyen chimique ou mécanique. La pièce dégagée doit montrer une forme et des couleurs parfaitement contrôlées. Chaque pièce est alors unique. Il en résulte une précision des détails et une variation des couleurs uniques, que seule la pâte de verre est capable de produire.

## Sources et références
Daum, cent ans de verre et de cristal. Musée des beaux arts de Nancy.
1. ↑  musée du verre de Dordives, dossier de presse de l'exposition Daum, juin 2012